# Vents mauvais
Pour le film, voir Vent mauvais.
Dans la mythologie mésopotamienne, les vents mauvais, aussi appelés imhullu, sont au nombre de sept. Il s'agit du vent mauvais, du tourbillon, de l'orage, du vent quadruple, du vent septuple, du cyclone et du vent incomparable. Ils sont souvent assimilés aux sept esprits mauvais.
C'est avec les vents mauvais que Marduk a pu venir à bout de la divinité Tiamat et de ses monstres. C'est aussi avec ces mêmes vents que Ninurta a pu combattre Anzû.